# Rød mand stå
|  | Denne artikel er oprettet af botten PalnaBot ud fra en ekstern database. Den kan derfor have sproglige fejl eller mangler. Denne skabelon kan fjernes efter kontrol af indholdet. |

Rød mand stå er en kortfilm instrueret af Nicolo Donato efter eget manuskript.